# Georg Hager
Georg Hager, född den 20 oktober 1863 i Nürnberg, död den 10 augusti 1941 i München, var en tysk konstvetare och museiman.
Hager blev 1887 filosofie doktor, samma år tjänsteman vid bayerska nationalmuseet i München och 1894 konservator vid generalkonservatoriet för Bayerns konstminnesmärken och fornminnen samt blev 1908 dettas chef. Hager utgav flera specialarbeten, såsom Die romanische Kirchenbaukunst Schwahens (1887), Heimatkunst, Klosterstudien, Denkmalpflege (1909) med flera. Han medarbetade i och redigerade delvis den officiella publikationen Die Kunstdenkmale des Königreichs Bayern (1899 ff.; ny titel Die Kunstdenkmäler von Bayern).